# Yapei
Yapei – miasto w Regionie Północnym w Ghanie, jest śródlądowym portem gwarantującym połączenie z południową częścią kraju i zarazem najbardziej na północ wysuniętym punktem Jeziora Wolta, leży wyżej niż Tamale (stolica Regionu Północnego) i 30 km na południowy zachód od tego miasta. Port w Yapei powstał dzięki projektowemu wsparciu i wydatnej pomocy finansowej Rosji.
Mieszkańcy Yapei żyją głównie z rybołówstwa.